# Шишаки (роз'їзд)
Шишаки  — залізничний роз'їзд 5-го класу Полтавської дирекції Південної залізниці на неелектрифікованій лінії Ромодан — Кременчук між станціями Ромодан (11,5 км) та Хорол (35,1 км). Розташований в селі Ромодан, за 8 км від однойменного селища Миргородського району Полтавської області.

## Пасажирське сполучення
На роз'їзді зупиняються приміські поїзди сполученням Кременчук — Ромодан / Гадяч.